# Lipizzano
Il Lipizzano è un cavallo che deve il suo nome al villaggio di Lipizza; fu usato per trainare le carrozze dei monarchi e nell'esercito ed è proprio durante l'impiego in guerra che dimostrò grande facilità nell'apprendimento delle figure di difesa o di attacco. Questi cavalli sono noti per la loro intelligenza, fiducia e tranquillità. Sono estremamente docili e facili da gestire, il che li rende adatti sia per i principianti che per i cavalieri più esperti.

## Storia
Le prime documentazioni certe su questa razza risalgono al 1580, quando l'arciduca austriaco Carlo II acquistò dal vescovo di Trieste il villaggio di Lipizza e i terreni circostanti con lo scopo di creare un allevamento di cavalli idonei alle carrozze e alla cavalcata. Il villaggio fu scelto perché lontano dal clima mite dell'Adriatico e per il suo terreno accidentato essendo questa una zona carsica e coperta di rocce carbonatiche che hanno reso gli zoccoli del lipizzano tra i più compatti. Per questi primi cavalli furono importate fattrici italiane da Verona, dal Polesine e da Aquileia e i primi stalloni spagnoli, cui ne seguirono altri sette e infine le fattrici andaluse. Successivamente furono introdotte anche linee di sangue Frederiksborg, Napoletano e Kladruber.
Nel 1797 a causa della Campagna d'Italia napoleonica, tutto il contingente dell'allevamento venne obbligato a una marcia di 40 giorni verso Stuhlweissenburg, presso il lago Balaton. Dopo i danni del terremoto del 1802, che devastò edifici e scuderie, i cavalli e il personale dovettero fuggire ancora nel 1805 e nel 1807 per fronteggiare l'avanzata delle truppe napoleoniche. Quando nel 1815, dopo il Congresso di Vienna, i Lipizzani poterono ritornare a Lipizza, non erano più i cavalli sani e resistenti di un tempo.
Fu l'Imperatore Francesco Giuseppe a dare un nuovo impulso alla razza, con la costruzione di nuovi edifici e scuderie, e fatto molto importante, immettendo sangue Arabo. Solo 11 Lipizzani nell'autunno del '47 tornarono a Lipizza, dove si ricominciò a lavorare per riportare questa antica razza allo splendore di un tempo. Non fu facile perché si trattò di recuperare le sei linee determinanti nella formazione del Lipizzano.

### Le sei linee determinanti la formazione del Lipizzano

#### Pluto (stallone grigio danese)
Il fondatore della linea Pluto fu lo stallone roano bianco Pluto, nato a Frederiksborg nel 1765. Le prime generazioni di questa linea furono, simili alla linea Napoletana, caratterizzate dagli stalloni riproduttori più provati del periodo Barocco. Nei loro pedigree si possono trovare i tori collaudati delle linee Lipp e Toscanello.
Dopo un primo picco, verso la fine del XIX secolo la base genetica si è ridotta. Il genitore custode era lo stallone di Terezovac Pluto Fantasca, nato nel 1887. Tutti i Pluto odierni possono essere fatti risalire a questo stallone, di cui una volta disse l'ippologo svedese CG Wrangel:
La linea Pluto è divenuta numericamente la più piccola linea di stalloni lipizzani e la sua conservazione merita particolare attenzione in futuro.

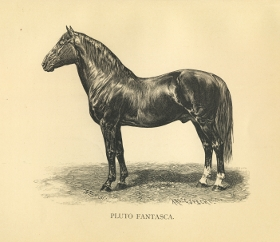
Linea Pluto

#### Conversano (stallone morello di origine napoletana)
Il capostipite della linea degli stalloni Conversano fu l'originario stallone napoletano Conversano, nato nel 1767, acquistato dal conte di Conversano e importato dal principe Kaunitz. Lo stallone nero fu utilizzato per l'allevamento a Lipizza tra il 1779 e il 1783. Oggi la tribù Conversano è una delle più grandi tribù dei Lipizzani e ha un'ampia base genealogica. Alcuni rappresentanti portano ancora il colore del mantello del loro antenato: sono cavalli neri che vengono tenuti in rami specifici, come il ramo basato sullo stallone Topol'ciankyer 478 Conversano Mara IX, nato nel 1934. Questa linea sfila proprio a Conversano, durante il corteo storico del paese, che si tiene in estate per San Rocco;

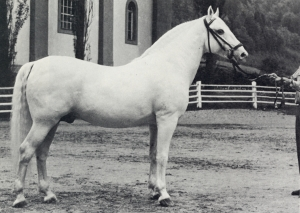
Linea Conversano

#### Napoletana (stallone baio originario di Napoli)
Il capostipite di questa linea fu lo stallone bruno Vistola Napoletano, nato nel 1790. Questo originario napoletano fu acquistato dall'ufficio del capo scuderia e fu utilizzato per l'allevamento a Lipizza dal 1801 al 1810. Suo nipote, il grigio napoletano Aquileja, nato nel 1820, fu di eccezionale importanza riproduttiva e fu allevato per parte di madre dal famoso stallone Toscanello Hedera. Numerosi rappresentanti della tribù napoletana erano e sono ottimi stalloni scolastici e si sono dimostrati eccellenti nella Scuola di Equitazione Spagnola. Molti stalloni napoletani mostravano la tipica copertura del loro stallone fondatore - ed erano rappresentati in tutte le sfumature del marrone.

In generale, la linea Napoletana è oggi - accanto alla linea Plutone - la linea di stalloni lipizzani più piccola e meno sviluppata. Strategie incrociate mirate e accoppiamenti ben studiati sono essenziali per riportare questa eccezionale linea di stalloni alla sua vecchia taglia e qualità;

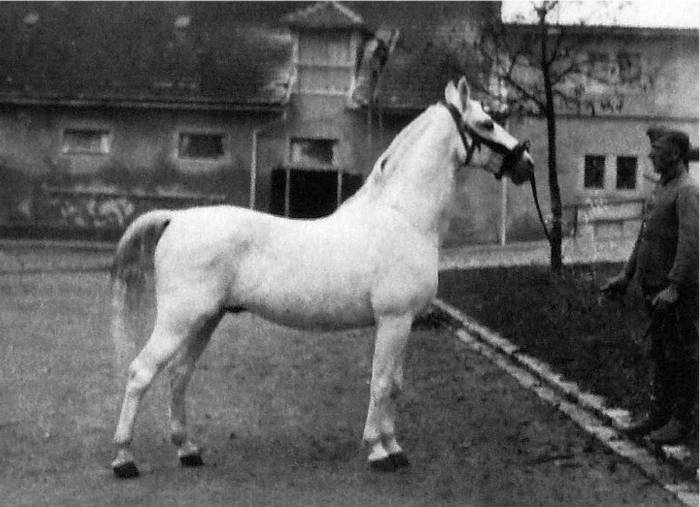
Linea Napoletana

#### Favory (stallone baio cecoslovacco)
Il fondatore della linea di stalloni Favory fu lo stallone castano Favory, nato a Kladrub nel 1729. Il suo pronipote, il bruno Favory Onerosa, nato nel 1809 nell'allevamento del maso Lipizza, raggiunse una grande importanza nell'allevamento dei lipizzani attraverso la sua discendenza femminile. Tra i discendenti eccezionali figura anche la figlia, la cavalla Erga, nata nel 1831, che, attraverso i figli Maestoso Erga e Conversano Erga, è uno degli animali riproduttori più influenti dei lipizzani. Dalla linea Favory proveniva anche un altro importante antenato dei lipizzani: lo stallone Favory Ratisbona II, nato nel 1828, che è uno dei riproduttori più importanti dei lipizzani. Oggi la linea Favory è rappresentata in tutti gli allevamenti statali d'Europa e, con i suoi numerosi rami, poggia su una base geneticamente stabile;

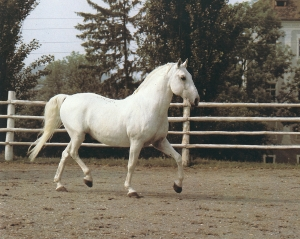
Linea Favory

#### Maestoso (stallone grigio nato in Cecoslovacchia)
Il capostipite della tribù fu Karst Maestoso, nato a Lipizza nel 1773. Nonostante l'uso massiccio dell'allevamento da parte dei suoi figli presso l'allevamento della fattoria Lipizza, questa linea di stalloni fu infine continuata dallo stallone Maestoso II, nato a Mezehögyes nel 1813. I rappresentanti della tribù Maestoso incontrarono i gusti contemporanei degli allevatori della prima metà del XIX secolo e furono utilizzati intensamente nell'allevamento. Come i Favory, la tribù Maestoso è una delle tribù lipizzani numericamente più grandi e ampie;

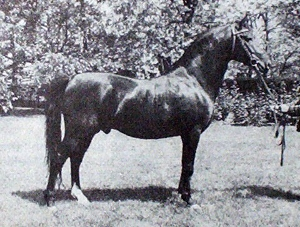
Linea Maestoso

#### Siglavy (stallone arabo grigio)
Il fondatore della linea Siglavy fu l'originale stallone arabo Siglavy, nato nel 1810. Il cavallo grigio fu acquistato ad Aleppo nel 1814 dal principe Karl I Phillip von und zu Schwarzenberg. Dal 1820 Siglavy montava cavalli presso l'allevamento Lipizza. Oltre alla linea di stalloni lipizzani, i suoi discendenti fondarono la propria linea di stalloni arabi Shagya. I rappresentanti della tribù Siglavy godevano di grande popolarità e trovarono posto in tutte le scuderie di cavalli lipizzani. Questa linea è caratterizzata da rami propri specifici dell'allevamento, come il ramo di Siglavy Capriola I, i cui discendenti erano di qualità così eccellente che sono conosciuti ancora oggi con questo doppio nome. 

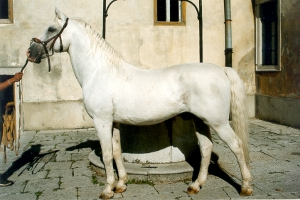
Linea Siglavy

Le linee più recenti sono:

#### Tulipan
La linea Tulipan è la linea di stalloni più giovane dei Lipizzani. Il suo punto di partenza è stato l'allevamento privato della famiglia Jankovich a Terezovac, in Croazia. Qui nacque nel 1860 lo stallone Tulipan, allevato su antica base ispano-napoletana. I rappresentanti di questa linea di stalloni sono caratterizzati da colli forti e alti, groppe lunghe e ben sostenute e basi solide e forti.
Oggi gli stalloni Tulipani vengono allevati principalmente in Croazia, Romania e Ungheria;

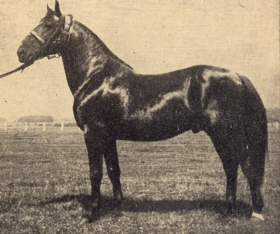
Linea Tulipan

#### Incitato
Il punto di partenza della tribù Incitato era l'allevamento privato dei baroni transilvani Bethlen a Beclean vicino a Fagaras. Lo stallone capostipite di questa linea nacque qui nel 1802 dall'accoppiamento della cavalla 532 Capellano e dello stallone spagnolo Curioso. I suoi discendenti finirono nella scuderia ungherese Mezehögyes e qui godettero di grande popolarità. Gli stalloni Incitato sono cavalli imponenti, dalla struttura lunga e di grandi dimensioni e ora vengono allevati non solo in Ungheria ma anche in Romania e Serbia.
Durante i due conflitti mondiali l'allevamento attraversò ancora momenti drammatici, in quanto fu più volte occupato e smembrato. Dopo la prima guerra mondiale, con la caduta dell'Impero Austro-Ungarico, l'allevamento dei Lipizzano, in parte già trasferito nella località austriaca di Piber, fu mantenuto in attività, grazie ad un certo numero di esemplari che l'Italia riuscì a ottenere al tavolo delle trattative di pace, quando le fu assegnato il territorio istriano, poi passato alla Jugoslavia nel secondo dopoguerra. Oltre che in Italia, oggi il cavallo Lipizzano viene allevato in diversi Paesi, tra i quali: Slovenia (Lipizza), Ungheria (Silvasvarad), Romania (Fogaras), Rep. Slovacca (Topilcianky) e Croazia (Djakovo). 

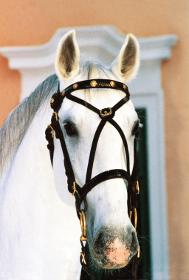
Linea Incitato

Altrettanto importanti sono le linee delle fattrici: 18 ceppi più un diciannovesimo introdotto a Lipizza dopo il 1947, la fattrice araba Rebecca.

### LIF (Lipizzan International Federation)
La Federazione Internazionale Lipizzani (LIF) è l'organizzazione internazionale che governa la razza, composta da molte organizzazioni nazionali e private che rappresentano i lipizzani. Le organizzazioni lavorano insieme sotto la bandiera della LIF per promuovere la razza e mantenere gli standard.  Nel 2012, quasi 11.000 lipizzani erano registrati presso la LIF; risiedere presso allevatori privati in 19 paesi e presso nove allevamenti statali in Europa. Il maggior numero si trova in Europa, con quasi 9.000 cavalli registrati, seguita dalle Americhe, con poco più di 1.700, poi Africa e Australia con circa 100 cavalli ciascuna. I nove allevamenti statali che fanno parte della LIF rappresentano quasi un quarto dei cavalli in Europa. Sâmbăta de Jos, in Romania, ha il maggior numero di cavalli, con 400, seguita da Piber in Austria (360), Lipica in Slovenia (358), Szilvásvárad in Ungheria (262), Monterotondo in Italia (230), Đakovo - Lipik in Croazia (220) e Topoľčianky in Slovacchia (200). Gli altri due allevamenti sono più piccoli, con l'allevamento Vučijak in Bosnia vicino a Prnjavor che ha 130 cavalli  e Karađorđevo in Serbia che ne ha solo 30.  Sono stati sviluppati programmi educativi per promuovere la razza e favorire il rispetto degli obiettivi di allevamento tradizionali.
A causa dello status dei lipizzani come l'unica razza di cavalli sviluppata in Slovenia, attraverso l'allevamento di Lipica che ora si trova all'interno dei suoi confini, i lipizzani sono riconosciuti in Slovenia come animale nazionale. Ad esempio, sulle monete da 20 centesimi dell'euro sloveno è raffigurata una coppia di lipizzani. Anche i reggimenti a cavallo dei Carabinieri in Italia impiegano i lipizzani come una delle loro cavalcature. Nell'ottobre 2008, durante una visita in Slovenia, un lipizzano di Lipica, chiamato 085 Favory Canissa XXII, è stato donato alla regina Elisabetta II del Regno Unito, che ha deciso di lasciare l'animale alle cure della scuderia.

## Patrimonio mondiale
La tradizione dell'allevamento del Cavallo Lipizzano ha fatto il suo ingresso, di recente, nel patrimonio culturale e storico dell'UNESCO. L'agenzia ONU per l'Educazione, la Scienza e la Cultura ne ha formalizzato l'iscrizione nel corso del XVII Comitato Intergovernativo, svolto a Rabat in Marocco lo scorso mese di dicembre. La candidatura è stata presentata il 23 marzo 2020 dal rappresentante italiano permanente presso l'UNESCO assieme agli ambasciatori di altre sette nazioni: Austria, Bosnia Erzegovina, Croazia, Ungheria, Romania, Slovacchia e Slovenia.

## Morfologia
I cavalli Lipizzani sono una razza equina famosa per le loro caratteristiche fisiche distintive. Questi cavalli sono di taglia media, con un'altezza che varia da 1,40 a 1,60 metri al garrese.
La testa dei Lipizzani, di media grandezza e piuttosto allungata, presenta forma armoniosa, con occhi grandi e con profilo generalmente rettilineo. Le orecchie sono di lunghezza media e mobili, permettendo ai cavalli di percepire i suoni circostanti. Il collo, di lunghezza media è ben attaccato, arcuato e ornato da una criniera fitta e setosa. Il garrese è poco rilevato, ma largo e ben muscolato con un'altezza compresa tra i 152–165 cm. La groppa è ampia, muscolosa e arrotondata. La coda ha un'attaccatura alta e crini lunghi e fini. Gli arti sono forti e resistenti con stinchi anch'essi corti, i piedi sono forti e ben conformati, non troppo grandi.
Le gambe dei Lipizzani sono forti e ben muscolose, consentendo loro di eseguire movimenti agili e potenti. Le zampe posteriori sono particolarmente potenti e sono fondamentali per i movimenti di alta scuola che questi cavalli possono eseguire. Hanno una struttura corporea solida e muscolosa, con arti ben proporzionati e un dorso forte.
I Lipizzani hanno anche un'andatura elegante e armoniosa. Sono noti per il loro passo allungato, trotto levigato e galoppo regolare. Queste caratteristiche fisiche rendono i Lipizzani eccellenti cavalli da dressage e da spettacolo.
In conclusione, i cavalli Lipizzani si distinguono per le loro caratteristiche fisiche uniche. Da testa elegante a gambe potenti, questi cavalli incarnano l'eleganza e la forza. La loro bellezza esteriore si unisce alla loro intelligenza e alla loro docilità, rendendoli una scelta eccellente per molteplici discipline equine.
Sono anche noti per la loro resistenza e longevità, con una vita media di 30 anni.

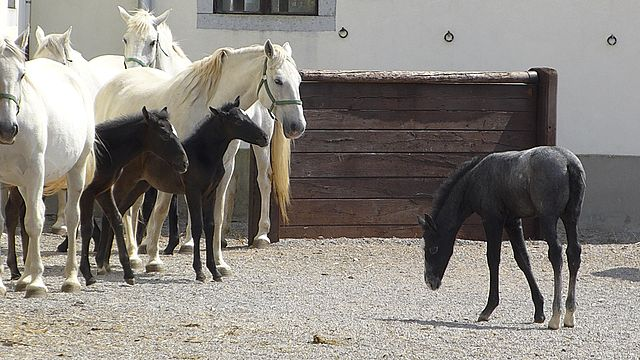
Cavalle e puledri razza Lipizzano

### Colore
A parte il raro cavallo in tinta unita (solitamente baio o nero), la maggior parte dei lipizzani sono grigi. Come tutti i cavalli grigi, hanno la pelle nera, e gli occhi scuri. I cavalli adulti hanno il mantello bianco. I cavalli grigi, compresi i lipizzani, nascono con un mantello pigmentato (nei lipizzani i puledri sono generalmente bai o neri) per imbiancarsi gradualmente nel giro di 7-10 anni. I lipizzani non sono in realtà veri cavalli bianchi, ma questo è un malinteso comune. Un cavallo bianco nasce bianco e ha la pelle non pigmentata. La colorazione bianca è il risultato di una mutazione genetica chiamata "dominanza del gene grigio", che causa una progressiva decolorazione del mantello.
Fino al diciottesimo secolo, i lipizzani avevano altri colori di mantello, tra cui bruno, baio, castano, nero, pezzato e pezzato. Tuttavia il grigio era il colore preferito dalla famiglia reale, quindi il colore veniva enfatizzato nelle pratiche di allevamento. Pertanto, in una piccola popolazione di razza, quando il colore veniva deliberatamente selezionato come caratteristica desiderabile, divenne il colore della stragrande maggioranza dei cavalli lipizzani.

## Carattere
Di carattere volenteroso e obbediente, è adatto al dressage e Alta Scuola, al tiro leggero, tiro medio e lavori agricoli.

### Temperamento e comportamento
I cavalli Lipizzani sono conosciuti per la loro eleganza, il loro temperamento docile, il che li rende adatti sia per i principianti che per i cavalieri più esperti, e la loro versatilità. Questa razza è originaria della scuola di equitazione spagnola dell'Impero Asburgico ed è stata allevata per l'uso nella nobiltà e nell'esercito; oggi sono impiegati in diverse discipline e hanno dimostrato eccellenza in molte di esse. Il cavallo lipizzano è una razza equina conosciuta per il suo temperamento e comportamento eccezionali. Questi cavalli sono noti per la loro intelligenza, fiducia e tranquillità.
Il temperamento del cavallo lipizzano è generalmente calmo e controllato. Sono noti per essere molto pazienti e tolleranti, il che li rende ideali per l'addestramento. Questi cavalli sono disposti a imparare e si dedicano completamente al loro lavoro. Sono disciplinati e rispettosi dell'autorità del loro cavaliere o istruttore.
Un altro tratto distintivo del temperamento dei lipizzani è la loro grande intelligenza. Sono in grado di apprendere rapidamente nuovi comandi e trucchi, rendendo l'addestramento un processo relativamente semplice. Sono anche molto sensibili alle sfumature della comunicazione umana, il che significa che risponderanno ai segnali più sottili dati dal loro cavaliere.
Nonostante la loro tranquillità, i lipizzani sono anche noti per la loro vivacità e spirito. Possono essere energici quando richiesto, ma sono sempre sotto controllo grazie alla loro natura obbediente. Questa combinazione di calma e vivacità fa dei lipizzani ottimi compagni sia per le passeggiate tranquille nei boschi che per le competizioni sportive più impegnative.
Un altro aspetto importante del comportamento dei lipizzani è la loro affettuosità e adesione al loro cavaliere. Questi cavalli sono noti per formare legami forti con le persone con cui lavorano.

## Usi e discipline
I cavalli Lipizzani sono conosciuti per la loro eleganza, il loro temperamento docile e la loro versatilità. Questa razza di cavalli è originaria della scuola di equitazione spagnola dell'Impero Asburgico ed è stata allevata per l'uso nella nobiltà e nell'esercito. Oggi, i Lipizzani sono impiegati in diverse discipline e hanno dimostrato eccellenza in molte di esse. Uno dei principali usi dei cavalli Lipizzani è nella disciplina dell'equitazione classica. Questa forma di arte equestre richiede una grande precisione e controllo del cavallo, e i Lipizzani sono noti per la loro abilità nel movimento laterale, il passo spagnolo e gli esercizi di alta scuola come il piaffe e l'passage. La loro agilità e il loro aspetto maestoso li rendono perfetti per esibirsi in spettacoli e competizioni di equitazione classica. Oltre all'equitazione classica, i Lipizzani sono anche usati nell'equitazione da dressage.
Questa disciplina richiede una comunicazione sottile tra il cavaliere e il cavallo, nonché movimenti precisi ed eleganti. I Lipizzani hanno dimostrato un talento naturale per il dressage grazie alla loro predisposizione genetica alla concentrazione e alla volontà di cooperare con il cavaliere. Sono stati raggiunti risultati notevoli in competizioni nazionali ed internazionali nella disciplina del dressage. Un altro uso dei cavalli Lipizzani è nel salto ostacoli. Nonostante siano generalmente associati all'eleganza e alla grazia, i Lipizzani dimostrano anche una grande potenza e agilità nel superare gli ostacoli. La loro combinazione di forza e flessibilità li rende adatti a questa disciplina, e sono stati visti partecipare con successo a competizioni di salto ostacoli a livello nazionale ed internazionale. Oltre alle discipline sopra menzionate, i cavalli Lipizzani sono utilizzati anche nell'equitazione da lavoro, come ad esempio nel lavoro del bestiame o nella caccia alla volpe. Grazie alla loro resistenza e al loro temperamento calmo, i Lipizzani sono in grado di eseguire diverse attività all'aperto con facilità. In conclusione, i cavalli Lipizzani sono versatili e adatti a molte discipline e usi diversi. La razza dei cavalli Lipizzani è stata allevata per secoli per essere un compagno affidabile per la nobiltà e l'esercito. Oggi, continuano a dimostrare la loro eccellenza in molte discipline e usi diversi. I cavalli Lipizzani sono un esempio di versatilità nel mondo dell'equitazione.

## Nei media
I lipizzani hanno recitato o interpretato ruoli secondari in molti film, programmi TV, libri e altri media.
Il film Florian del 1940 ha come protagonisti due stalloni lipizzani. Era basato su un romanzo del 1934 scritto da Felix Salten. All'epoca in cui è stato girato il film, la moglie del produttore del film possedeva gli unici lipizzani presenti negli Stati Uniti. Il salvataggio degli stalloni lipizzani durante la guerra mondiale è raffigurato nel film di Walt Disney del 1963 Il miracolo degli stalloni bianchi (The Miracle of the White Stallions). Il film è stato l'unico film live-action, relativamente realistico, ambientato sullo sfondo della seconda guerra mondiale, che la Disney abbia mai prodotto.
I programmi televisivi con i lipizzani includono The White Horses, una serie televisiva per bambini del 1965 coprodotta da RTV Ljubljana (ora RTV Slovenija) della Jugoslavia e BR-TV della Germania, ritrasmessa nel Regno Unito. Segue le avventure di un'adolescente che visita una fattoria dove vengono allevati cavalli lipizzani.